# Скупска гражданска базилика
Скупска гражданска базилика (на македонска литературна норма: Скупска цивилна базилика) е обществена сграда в античния град Скупи, край Скопие, столицата на Северна Македония.

## Описание
Гражданската базилика се намира в западната част на града, като входът ѝ е ориентиран към главната улица кардо максимус. Открита е само северната й страна, докато южната не може да бъде разкопана поради местния поток, който тече точно над нея. Сградата е засводена, от базиликален тип, градена с камък и тухла и датира от началото на IV век. На външните стени са поставени контрафорси за стягане на конструкцията. Размерите на сградата са 27,5 х 21,70 m. Тя се състои от две помещения: широка централна зала и обиколен коридор във формата на издължена подкова. С широката си апсидна стена, е ориентирана на север. Средната апсидално завършена основна зала има мозаечен под с геометрична украса. Вътрешната зала е имала колонада и аркада, отделена от три страни от обиколния коридор. Коринтските капители, поставени на високи колони върху ниски, профилирани пиедестали, са бири покрити с богато профилирани архитрави и каменни венци, монтирани в масивни зидани колони.
В сградата са се провеждали дейностите на градското събрание и е служила като съдебна палата.